# Саладини, Джироламо

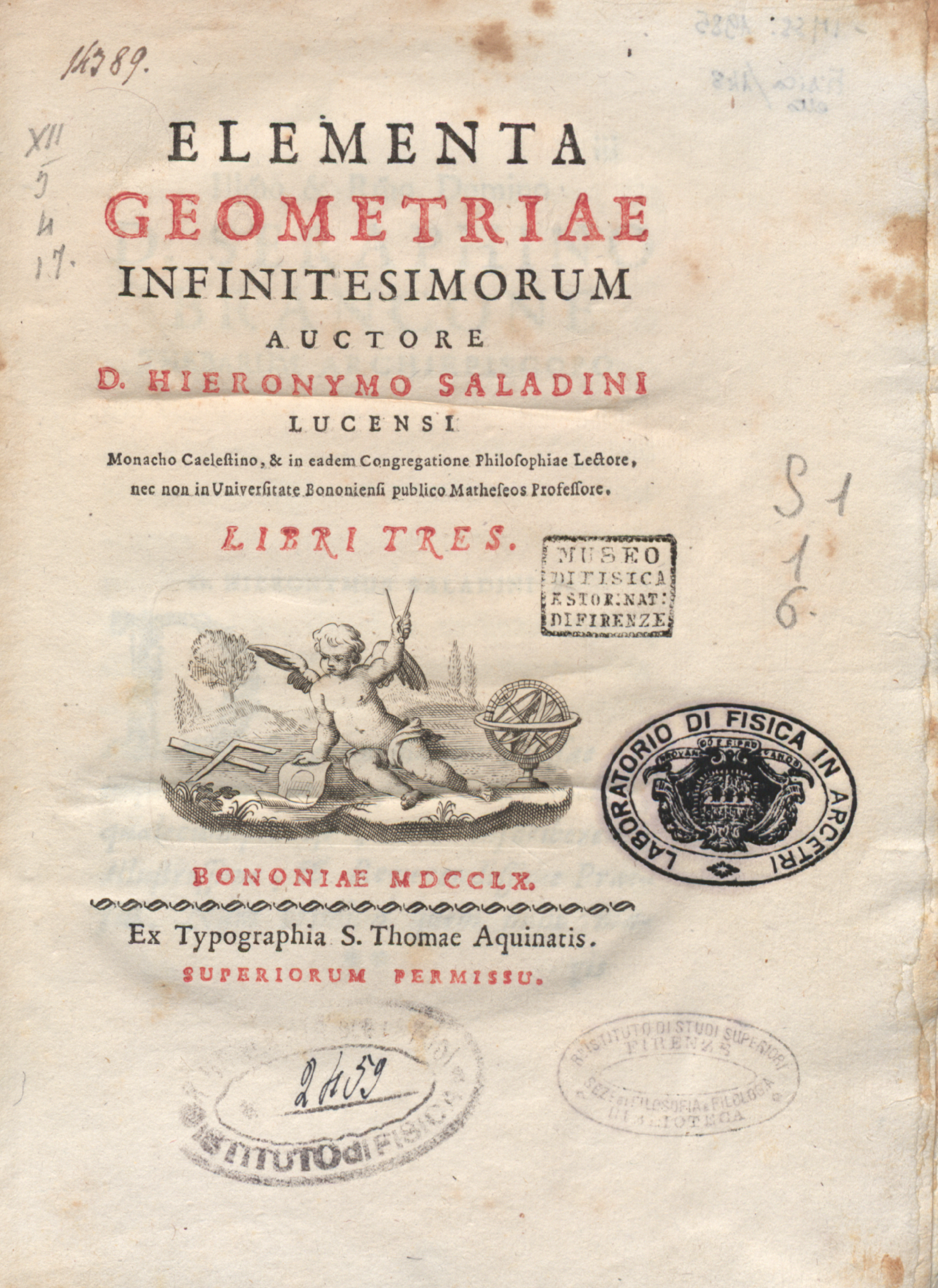
Elementa geometriae infinitesimorum, 1760

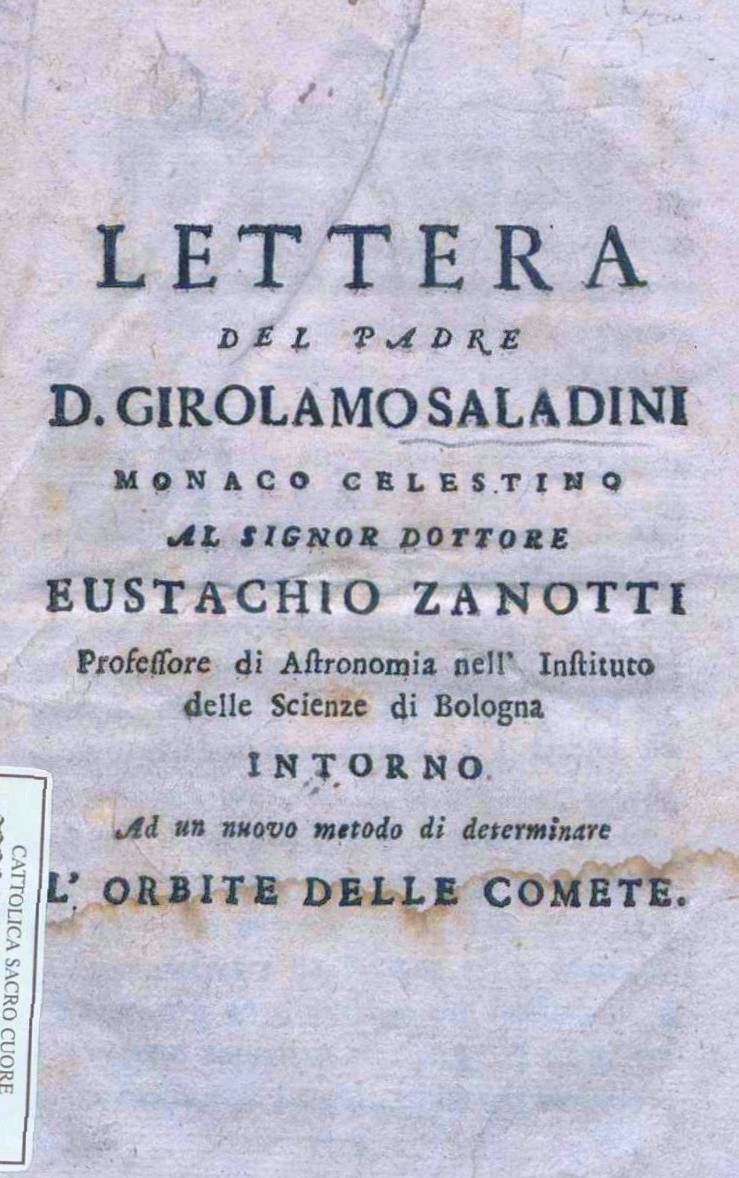
Intorno ad un nuovo metodo di determinare l’orbite delle comete, 1770

Джироламо Саладини (итал. Girolamo Saladini; 22 июля 1735, Лукка, Тоскана — 1 июня 1813, Болонья) — итальянский математик, педагог, профессор Болонского университета, аббат.

## Биография
Ученик Винченцо де Риккати, плодотворно работал вместе с Риккати над теорией гиперболических функций. Совместно они написали труд Institutiones Analyticae в трёх томах, изданный в Болонье в 1765—1767 годах. Д. Саладини редактировал итальянский перевод, опубликованный в 1775 год.
Имея сан аббата работал в Болонском университете профессором геометрии, астрономии и высшей математики.
В различных специализированных итальянских изданиях поместил много статей, трудов и мемуаров:

## Избранные труды
- «Methodus Bernoulliana de reducendis quadraturis transcendentibus ad ongitudinem curvarum algebraicarum»
- «Epistola de cometarum theoria»,
- «Mem. circa la deviazione meridionale de’gravi liberamente cadenti»,
- «Metodo di determinare il centro di pressione nelle cateratte ossia parature di figura circolare ed elittica»,
- «Ce meridionali gravium lihere decidentium declinatione»,
- «Del salire dei corpi in aria per la loro specifica leggerezza» (1787) и др.

Из отдельных изданий опубликовал:
- «Elementa geometriae infinitesimorum» (Болонья, 1760),
- «Compendio d’analisi finita ed infinitesimale» (там же, 1775).